# دافيد سفنسون
دافيد سفنسون (بالسويدية: David Svensson)‏ (9 أبريل 1984 بفالكنبرغ في السويد - ) هو لاعب كرة قدم سويدي في مركز الوسط. لعب مع نادي فالكنبرغ.

## روابط خارجية
- دافيد سفنسون على موقع اتحاد السويد (السويدية)
- دافيد سفنسون على موقع قاعدة بيانات كرة القدم.إي يو (الإنجليزية)
- دافيد سفنسون على موقع Soccerway.com (الإنجليزية)